# Ning Baizura
Ning Baizura, właśc. Ning Baizura Sheikh Hamzah (ur. 28 czerwca 1975 w Kajang) – malezyjska piosenkarka i aktorka.
Swój pierwszy album pt. Dekat Padamu wydała w 1993 roku. Śpiewa w kilku językach, m.in. po angielsku i malajsku.

## Dyskografia
Na podstawie źródła:
| Rok  | Album               | Wytwórnia               |
| ---- | ------------------- | ----------------------- |
| 1993 | Dekat Padamu        | Sony Music Distribution |
| 1994 | Ning                | Sony Music Distribution |
| 1995 | Teguh               | BMG                     |
| 1997 | Ke Sayup Bintang    | BMG                     |
| 1997 | Always              | BMG                     |
| 1999 | Pujaan Ku           | BMG                     |
| 2001 | Natural Woman       | AMS Records             |
| 2003 | Selagi Ada ... Ning | WEA International       |
| 2004 | Erti Pertemuan      | Warner Music            |
| 2008 | East to West        | EQ                      |
| 2013 | Kekal               | Universal               |